# Lonie Paxton
Pour les articles homonymes, voir Paxton.
(en) Statistiques sur pro-football-reference
Lonie Paxton (né le 13 mars 1978 à Orange en Californie) est un joueur américain de football américain qui évoluait au poste de long snapper dans la National Football League (NFL).

## Biographie

### Jeunesse
Ayant grandi au sud de la Californie, Lonie et son père assistaient aux matchs des Rams de Los Angeles, où son père, un ouvrier du bâtiment à la retraite et fan de football américain, avait des billets de saison dans des sièges juste à côté de l'endroit où les long snappers s'entraînaient durant les parties. À son école secondaire, le Centennial High School, à Corona en Californie, il jouait comme joueur de ligne intérieure ainsi que long snapper. À sa dernière année, il a été choisi comme lineman de l'année de l'équipe.

### Carrière universitaire
Il a joué au niveau universitaire pour Sacramento State de 1996 à 1999 en tant que lineman offensif et long snapper dans les unités spéciales. 

### Carrière professionnelle
Il rejoint les Patriots de la Nouvelle-Angleterre en 2000. Avec un rôle de long snapper au sein des Patriots, il remporte à trois reprises le Super Bowl durant son séjour de neuf saisons avec l'équipe. Il signe ensuite un contrat de 5 ans avec les Broncos de Denver en 2009. Il est libéré après trois saisons avec l'équipe.

## Vie privée
Paxton est l'aîné d'une fratrie de 6 enfants, avec 2 frères, et 3 frères et sœurs adoptifs. Il a travaillé avec les hôpitaux pour enfants à Sacramento.[Quand ?] Il est à moitié grec, du côté de son père ; la lignée de son côté paternel est de Sparte, en Grèce.
Il a épousé Meghan Vasconcellos, une ancienne cheerleader des Patriots, le 26 février 2011.